# 2024–2025-ös angol női labdarúgó-bajnokság (első osztály)
A 2024–2025-ös angol női labdarúgó-bajnokság első osztályának (hivatalos nevén: Barclays Women's Super League) 14. kiírását tizenkét csapat részvételével rendezték. A címvédő Chelsea együttese veretlenül nyerte meg újfent a bajnoki trófeát.

## A bajnokság csapatai

### Csapatváltozások
| Feljutott az első osztályba | Kiesett a másodosztályba |
| --------------------------- | ------------------------ |
| Crystal Palace              | Bristol City             |

### Csapatok adatai
| Klub                   | Település            | Stadion                | Férőhely | Vezetőedző      | 2023–24-es helyezés |
| ---------------------- | -------------------- | ---------------------- | -------- | --------------- | ------------------- |
| Arsenal                | Islington            | Emirates Stadion       | 60 704   | Renée Slegers   | 3.                  |
| Aston Villa            | Walsall              | Bescot Stadion         | 11 000   | Natalia Arroyo  | 5.                  |
| Brighton & Hove Albion | Crawley              | Broadfield Stadion     | 6 134    | Dario Vidošić   | 11.                 |
| Chelsea                | Kingston upon Thames | Kingsmeadow            | 4 850    | Sonia Bompastor | 1.                  |
| Crystal Palace         | Sutton               | Gander Green Lane      | 7 032    | Leif Smerud     | 1. Ch.              |
| Everton                | Liverpool            | Walton Hall Park       | 2 200    | Brian Sørensen  | 6.                  |
| Leicester City         | Leicester            | King Power Stadion     | 32 312   | Amandine Miquel | 10.                 |
| Liverpool              | St Helens            | Totally Wicked Stadion | 18 000   | Amber Whiteley  | 7.                  |
| Manchester City        | Manchester           | Academy Stadion        | 7 000    | Nick Cushing    | 4.                  |
| Manchester United      | Leigh                | Leigh Sports Village   | 12 000   | Mark Skinner    | 2.                  |
| Tottenham Hotspur      | London               | Brisbane Road          | 6 500    | Robert Vilahamn | 9.                  |
| West Ham United        | London               | Victoria Road          | 6 078    | Rehanne Skinner | 8.                  |

1. ↑  Három meccset kell lejátszani a Meadow Parkban.
2. ↑  Két meccset kell lejátszani a Falmer Stadionban.
3. ↑  Három meccset kell lejátszani a Stamford Bridge-en.
4. ↑  Négy meccset kell lejátszani a Selhurst Parkban.
5. ↑  Két meccset kell lejátszani a Goodison Parkban.
6. ↑  Három meccset kell lejátszani az Anfielden.
7. ↑  Három meccset kell lejátszani az Etihad Stadionban.
8. ↑  Három meccset kell lejátszani az Old Traffordon.
9. ↑  Három meccset kell lejátszan a Tottenham Hotspur Stadionban.

### Vezetőedző váltások
| Csapat          | Távozó edző    | Ok                                               | Dátum              | Poz.             | Érkező edző                | Dátum              |
| --------------- | -------------- | ------------------------------------------------ | ------------------ | ---------------- | -------------------------- | ------------------ |
| Chelsea         | Emma Hayes     | Az amerikai válogatott szövetségi kapitánya lett | 2024. május 18.    | 1. (szezon vége) | Sonia Bompastor            | 2024. majus 29.    |
| Arsenal         | Jonas Eidevall | lemondás                                         | 2024. október 15.  | 6.               | Renée Slegers              | 2024. december 15. |
| Aston Villa     | Robert de Pauw | lemondás                                         | 2024. december 11. | 9.               | Shaun Goater (megbízott)   | 2024. december 11. |
| Aston Villa     | Shaun Goater   | megbízás vége                                    | 2025. január 26.   | 9.               | Natalia Arroyo             | 2025. január 22.   |
| Liverpool       | Matt Beard     | elbocsátás                                       | 2025. február 27.  | 7.               | Amber Whiteley (megbízott) | 2025. február 27.  |
| Crystal Palace  | Laura Kaminski | elbocsátás                                       | 2025. február 28.  | 12.              | Leif Smerud                | 2025. március 1.   |
| Manchester City | Gareth Taylor  | elbocsátás                                       | 2025. március 10.  | 4.               | Nick Cushing (megbízott)   | 2025. március 10.  |

## Tabella
| Hely. | Csapat                 | M  | Gy | D | V  | G+ | G– | Gk  | P  | Megjegyzés                   |
| ----- | ---------------------- | -- | -- | - | -- | -- | -- | --- | -- | ---------------------------- |
| 1.    | Chelsea CV B KGY       | 22 | 19 | 3 | 0  | 56 | 13 | +43 | 60 | Bajnokok Ligája (csoportkör) |
| 2.    | Arsenal                | 22 | 15 | 3 | 4  | 62 | 26 | +36 | 48 | Bajnokok Ligája (3. forduló) |
| 3.    | Manchester United KGY  | 22 | 13 | 5 | 4  | 41 | 16 | +25 | 44 | Bajnokok Ligája (2. forduló) |
| 4.    | Manchester City        | 22 | 13 | 4 | 5  | 49 | 28 | +21 | 43 |                              |
| 5.    | Brighton & Hove Albion | 22 | 8  | 4 | 10 | 35 | 41 | −6  | 28 |                              |
| 6.    | Aston Villa            | 22 | 7  | 4 | 11 | 32 | 44 | −12 | 25 |                              |
| 7.    | Liverpool              | 22 | 7  | 4 | 11 | 22 | 37 | −15 | 25 |                              |
| 8.    | Everton                | 22 | 6  | 6 | 10 | 24 | 32 | −8  | 24 |                              |
| 9.    | West Ham United        | 22 | 6  | 5 | 11 | 36 | 41 | −5  | 23 |                              |
| 10.   | Leicester City         | 22 | 5  | 5 | 12 | 21 | 37 | −16 | 20 |                              |
| 11.   | Tottenham Hotspur      | 22 | 5  | 5 | 12 | 26 | 44 | −18 | 20 |                              |
| 12.   | Crystal Palace Ú K     | 22 | 2  | 4 | 16 | 20 | 65 | −45 | 10 | Championship                 |

### Helyezések fordulónként
| Csapat ╲ Forduló  | 1       | 2  | 3  | 4  | 5  | 6  | 7  | 8  | 9  | 10 | 11 | 12 | 13 | 14 | 15 | 16 | 17 | 18 | 19 | 20 | 21 | 22 |   |
| ----------------- | ------- | -- | -- | -- | -- | -- | -- | -- | -- | -- | -- | -- | -- | -- | -- | -- | -- | -- | -- | -- | -- | -- | - |
| Csapat ╲ Forduló  | Arsenal | 5  | 4  | 6  | 6  | 5  | 5  | 4  | 4  | 3  | 3  | 2  | 4  | 3  | 3  | 3  | 2  | 2  | 2  | 2  | 2  | 2  | 2 |
| Aston Villa       | 8       | 8  | 9  | 9  | 10 | 10 | 11 | 8  | 9  | 7  | 8  | 9  | 10 | 11 | 11 | 11 | 11 | 11 | 11 | 9  | 9  | 6  |   |
| Brighton & Hove   | 1       | 6  | 3  | 4  | 4  | 3  | 3  | 3  | 5  | 5  | 5  | 5  | 5  | 5  | 5  | 5  | 5  | 5  | 6  | 5  | 5  | 5  |   |
| Chelsea           | 4       | 1  | 2  | 2  | 2  | 2  | 2  | 1  | 1  | 1  | 1  | 1  | 1  | 1  | 1  | 1  | 1  | 1  | 1  | 1  | 1  | 1  |   |
| Crystal Palace    | 11      | 12 | 8  | 8  | 9  | 9  | 10 | 12 | 12 | 12 | 12 | 12 | 12 | 12 | 12 | 12 | 12 | 12 | 12 | 12 | 12 | 12 |   |
| Everton           | 12      | 11 | 12 | 12 | 11 | 12 | 12 | 9  | 10 | 9  | 9  | 10 | 8  | 9  | 8  | 8  | 7  | 8  | 8  | 8  | 8  | 8  |   |
| Leicester City    | 7       | 9  | 11 | 10 | 7  | 8  | 8  | 10 | 11 | 11 | 11 | 11 | 11 | 10 | 10 | 10 | 10 | 10 | 10 | 11 | 11 | 10 |   |
| Liverpool         | 8       | 7  | 5  | 5  | 6  | 6  | 6  | 6  | 7  | 8  | 7  | 7  | 7  | 7  | 6  | 6  | 6  | 6  | 5  | 6  | 6  | 7  |   |
| Manchester City   | 6       | 5  | 1  | 1  | 1  | 1  | 1  | 2  | 2  | 2  | 4  | 3  | 4  | 4  | 4  | 4  | 4  | 4  | 4  | 4  | 4  | 4  |   |
| Manchester United | 3       | 2  | 4  | 3  | 3  | 4  | 5  | 5  | 4  | 4  | 3  | 2  | 2  | 2  | 2  | 3  | 3  | 3  | 3  | 3  | 3  | 3  |   |
| Tottenham Hotspur | 2       | 3  | 7  | 7  | 8  | 7  | 7  | 7  | 6  | 6  | 6  | 6  | 6  | 6  | 7  | 7  | 9  | 9  | 9  | 10 | 10 | 11 |   |
| West Ham United   | 10      | 10 | 10 | 11 | 12 | 11 | 9  | 11 | 8  | 10 | 10 | 8  | 9  | 8  | 9  | 9  | 8  | 7  | 7  | 7  | 7  | 9  |   |

## Statisztikák
| Gól | Név                     | Csapat                 |
| --- | ----------------------- | ---------------------- |
| 12  | Alessia Russo           | Arsenal                |
| 12  | Khadija Shaw            | Manchester City        |
| 10  | Shekeira Martinez       | West Ham United        |
| 10  | Elisabeth Terland       | Brighton & Hove Albion |
| 9   | Viviane Asseyi          | West Ham United        |
| 9   | Aggie Beever-Jones      | Chelsea                |
| 9   | Mariona Caldentey       | Arsenal                |
| 8   | Grace Clinton           | Manchester United      |
| 8   | Rachel Daly             | Aston Villa            |
| 8   | Bethany England         | Tottenham Hotspur      |
| 8   | Guro Reiten             | Chelsea                |
| 7   | Fran Kirby              | Brighton & Hove Albion |
| 7   | Frida Maanum            | Arsenal                |
| 7   | Beth Mead               | Arsenal                |
| 7   | Vivianne Miedema        | Manchester City        |
| 7   | Nikita Parris           | Brighton & Hove Albion |
| 7   | Olivia Smith            | Liverpool              |
| 6   | Caitlin Foord           | Arsenal                |
| 6   | Mary Fowler             | Manchester City        |
| 6   | Catarina Macario        | Chelsea                |
| 6   | Szeike Kiko             | Brighton & Hove Albion |
| 5   | Stina Blackstenius      | Arsenal                |
| 5   | Leah Galton             | Manchester United      |
| 5   | Jess Park               | Manchester City        |
| 5   | Jill Roord              | Manchester City        |
| 5   | Ella Toone              | Manchester United      |
| 4   | Sandy Baltimore         | Chelsea                |
| 4   | Annabel Blanchard       | Crystal Palace         |
| 4   | Janice Cayman           | Leicester City         |
| 4   | Erin Cuthbert           | Chelsea                |
| 4   | Kelly Gago              | Everton                |
| 4   | Chasity Grant           | Aston Villa            |
| 4   | Hajasi Honoka           | Everton                |
| 4   | Johanna Rytting Kaneryd | Chelsea                |
| 4   | Rebecca Knaak           | Manchester City        |
| 4   | Melvine Malard          | Manchester United      |
| 4   | Mayra Ramírez           | Chelsea                |
| 4   | Ebony Salmon            | Aston Villa            |
| 4   | Katja Snoeijs           | Everton                |
| 4   | Katie Stengel           | Crystal Palace         |
| 4   | Ueki Riko               | West Ham United        |
| 3   | Michelle Agyemang       | Brighton & Hove Albion |
| 3   | Hannah Cain             | Leicester City         |
| 3   | Jelena Čanković         | Brighton & Hove Albion |
| 3   | Mille Gejl              | Crystal Palace         |
| 3   | Katrina Gorry           | West Ham United        |
| 3   | Kirsty Hanson           | Aston Villa            |
| 3   | Sophie Haug             | Liverpool              |
| 3   | Karen Holmgaard         | Everton                |
| 3   | Marie Höbinger          | Liverpool              |
| 3   | Lauren James            | Chelsea                |
| 3   | Kerolin                 | Manchester City        |
| 3   | Adriana Leon            | Aston Villa            |
| 3   | Maya Le Tissier         | Manchester United      |
| 3   | Momiki Júka             | Leicester City         |
| 3   | Shannon O’Brien         | Leicester City         |
| 3   | Drew Spence             | Tottenham Hotspur      |
| 3   | Ashleigh Weerden        | Crystal Palace         |

| GP. | Név                     | Csapat                 |
| --- | ----------------------- | ---------------------- |
| 8   | Lauren Hemp             | Manchester City        |
| 7   | Mary Fowler             | Manchester City        |
| 6   | Viviane Asseyi          | West Ham United        |
| 6   | Celin Bizet Ildhusøy    | Tottenham Hotspur      |
| 5   | Mariona Caldentey       | Arsenal                |
| 5   | Fudzsino Aoba           | Manchester City        |
| 5   | Rachel McLauchlan       | Brighton & Hove Albion |
| 5   | Kim Little              | Arsenal                |
| 5   | Katie McCabe            | Arsenal                |
| 5   | Nikita Parris           | Brighton & Hove Albion |
| 5   | Toni Payne              | Everton                |
| 5   | Elisabeth Terland       | Manchester United      |
| 5   | Ueki Riko               | West Ham United        |
| 4   | Asmita Ale              | Leicester City         |
| 4   | Katrina Gorry           | West Ham United        |
| 4   | Kirsty Hanson           | Aston Villa            |
| 4   | Karen Holmgaard         | Everton                |
| 4   | Johanna Rytting Kaneryd | Chelsea                |
| 4   | Katie Stengel           | Crystal Palace         |
| 4   | Szeike Kiko             | Brighton & Hove Albion |
| 3   | Sandy Baltimore         | Chelsea                |
| 3   | Stina Blackstenius      | Arsenal                |
| 3   | Lucy Bronze             | Chelsea                |
| 3   | Kerstin Casparij        | Manchester City        |
| 3   | Rachel Daly             | Aston Villa            |
| 3   | Verena Hanshaw          | West Ham United        |
| 3   | Haszegava Jui           | Manchester City        |
| 3   | Ceri Holland            | Liverpool              |
| 3   | Chloe Kelly             | Arsenal                |
| 3   | Ashley Lawrence         | Chelsea                |
| 3   | Frida Maanum            | Arsenal                |
| 3   | Catarina Macario        | Chelsea                |
| 3   | Beth Mead               | Arsenal                |
| 3   | Sjoeke Nüsken           | Chelsea                |
| 3   | Mayra Ramírez           | Chelsea                |
| 3   | Jill Roord              | Manchester City        |
| 3   | Katja Snoeijs           | Everton                |
| 3   | Eveliina Summanen       | Tottenham Hotspur      |

| Mérk. | Név                  | Csapat                 |
| ----- | -------------------- | ---------------------- |
| 13    | Hannah Hampton       | Chelsea                |
| 13    | Phallon Tullis-Joyce | Manchester United      |
| 10    | Daphne van Domselaar | Arsenal                |
| 5     | Courtney Brosnan     | Everton                |
| 4     | Khiara Keating       | Manchester City        |
| 4     | Kinga Szemik         | West Ham United        |
| 3     | Sophie Baggaley      | Brighton & Hove Albion |
| 3     | Jamasita Ajaka       | Manchester City        |
| 3     | Janina Leitzig       | Leicester City         |
| 2     | Sabrina D’Angelo     | Arsenal                |
| 1     | Lize Kop             | Tottenham Hotspur      |
| 1     | Rachael Laws         | Liverpool              |
| 1     | Melina Loeck         | Brighton & Hove Albion |
| 1     | Teagan Micah         | Liverpool              |
| 1     | Rebecca Spencer      | Tottenham Hotspur      |
| 1     | Shae Yáñez           | Crystal Palace         |
| 1     | Manuela Zinsberger   | Arsenal                |